# Boston Park Plaza Hotel & Towers

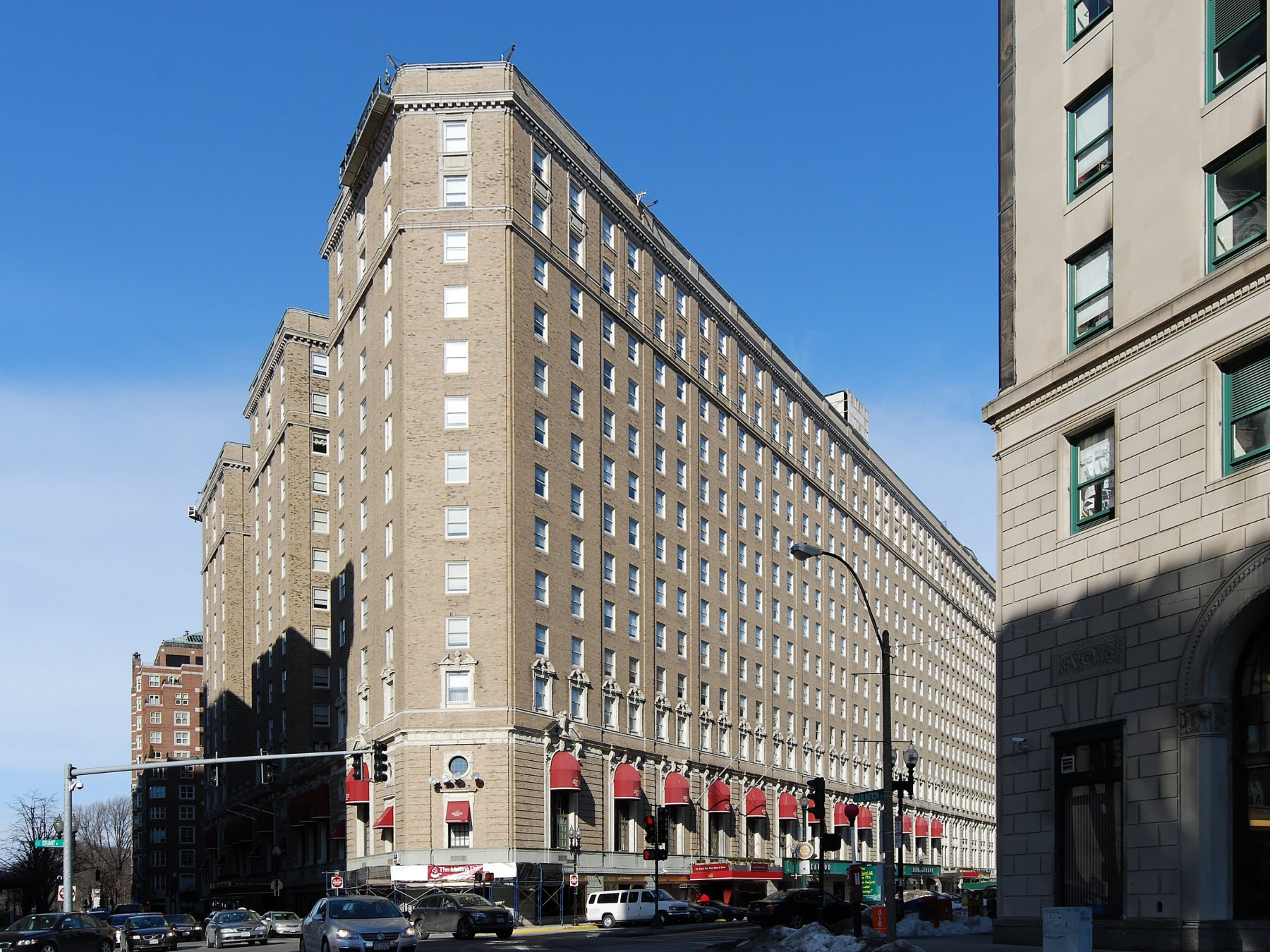
Boston Park Plaza Hotel & Towers i februari 2009.

Boston Park Plaza Hotel & Towers är ett tidigare Statler Hotel i Boston, byggt 1927 av E.M. Statler. Det kallades för en "stad i staden", och var världens första hotell med en radioapparat i varje rum.
Hotellet bedriver Castle at Park Plaza i gamla Armory of the First Corps of Cadets-byggnaden, som listades på National Register of Historic Places 1977. Byggnaden omfattar även en Smith & Wollensky-restaurang.
Under 1990-talet bedrev Trans World Airlines biljettbokningskontor i hotellbyggnaden. Delta Air Lines hade också eget biljettbokningskontor.
2010 rankades hotellets Swan's Cafe av Yankee Magazine på listan "Best 5 New England Teahouses".

### Fotnoter
1. ↑  "History: Boston Park Plaza Hotel & Towers" Arkiverad 15 juli 2012 hämtat från the Wayback Machine., officiell webbplats
2. ↑  "Smith & Wollensky - Back Bay, Boston" Arkiverad 14 december 2012 hämtat från the Wayback Machine., officiell Smith & Wollensky-webbplats
3. ↑  "Ticket Offices." Trans World Airlines. 3 december 1998. Läst 24 januari 2010. "Boston Park Plaza Hotel 52-54 Park Plaza Boston, MA. 02116"
4. ↑  "City Ticket Offices." Delta Air Lines. Läst 20 november 2012. "Park Plaza Ticket Office Park Plaza Hotel - Arlington Street Boston, Massachusetts 02117 "
5. ↑  Munichiello, Katrina, "Best 5 Teahouses: Five favorites in New England" Arkiverad 20 mars 2012 hämtat från the Wayback Machine., Yankee magazine, March/April 2010.